# Celtic Frost
A Celtic Frost (ejtsd: (ˈkɛltɪk frɒst) egy svájci metalzenekar, mely 1984-ben alakult Zürichben. Az extrém metal egyik legnagyobb hatású zenekara, akik felmérhetetlen hatást gyakoroltak a black metal, a thrash metal, a death metal, a gothic metal, a doom metal és a kísérletezős avantgard metal képviselőire is. A felsosrolt stílusirányzatok közül leginkább a black metalra gyakorolták a legnagyobb befolyást. Első aktív korszakuk 1984-től 1993-ig tartott, majd 2001-ben újra visszatértek. 2008-ban azonban kiéleződtek az ellentétek a két alapító és zenekarvezető Martin Eric Ain és Tom Gabriel Fischer közt. Ezért Tom Gabriel távozott, a zenekar pedig ismét a feloszlás mellett döntött.

## Történet
A zenekar 1984-ben alakult Zürichben. Előzményének tekinthető a Hellhammer zenekar, melyben már együtt zenélt a Celtic Frost két alapító tagja Martin Eric Ain és Tom Gabriel Fischer. Az indulásukkor olyan zenekarok inspirálták őket, mint a Black Sabbath, az Angel Witch, a Venom, továbbá olyan gothic rock zenekarok, mint a Bauhaus, a Siouxsie and the Banshees vagy a Christian Death. Emellett a Discharge is döntő befolyást gyakorolt rájuk. 1984 júniusában jelent meg debütáló mini-LP-jük a Morbid Tales. A kiadvány sikert hozott a zenekarnak az undergroundban, és megkezdték első turnéjukat Németországban és Ausztriában. Ezt követően adták ki az Emperor's Return című EP-t 1985-ben. Ezen már Reed St. Mark dobolt Stephen Priestly helyén.
1985 októberében jelent meg a To Mega Therion című albumuk, melyen Dominic Steiner basszusgitározott Martin Eric Ain helyén. Martin azonban továbbra is a zenekar tagja maradt, így a következő Into the Pandemonium című, 1987-ben megjelent lemezen már az ő játéka hallható. Mindkét album az extrém metal klasszikusának számít, melyek úttörő megoldásaikkal a Bathory és Venom lemezek hatásához mérhető. A Celtic Frostot az experimentális/avantgard metal stílusba sorolták/sorolják, mivel az előbbi albumokon elsőként kísérleteztek az extrém metal keretein belül női énekkel, vagy éppen klasszikus zenei megoldásokkal. Az Into the Pandemonium kiadása után észak-amerikai turnéra indultak, ahol csatlakozott hozzájuk Ron Marks turnégitáros. A turné során pénzügyi és kiadós gondokkal, belső feszültségekkel kellett szembenéznie a zenekarnak. Végül újra Stephen Priestly lett a dobos, Oliver Amberg a másod gitáros Tom Gabriel mellett, az új basszusgitáros pedig Curt Victor Bryant. Ez a felállás készítette el 1988-ban a Cold Lake című albumot. A lemez a maga glam metalos zenéjével óriási csalódást okozott a rajongótábornak, noha az észak-amerikai piacon jelentős sikereket ért el. Ezt követően az 1987-es turnén már szerepelt Ron Marks vette át Oliver Amberg helyét. Vanity/Nemesis címmel 1990ben jelent meg a soron következő nagylemez, mely újra a régi stílust tartalmazta. Ennek ellenére a zenekar már nem tudta visszanyerni megtépázott hírnevét. Kisebb szünet után 1992-ben megjelent egy válogatásalbum Parched With Thirst Am I and Dying címmel. A címet egy régi római imádság ihlette. Az albumon a régi dalok újra felvett változatban szólaltak meg. 1993-ban a zenekar feloszlatta magát, Tom Gabriel pedig Apollyon Sun néven új zenekart alapított.
A zenekarral felvett egy EP-t (God Leaves (And Dies)) és egy teljes hosszúságú albumot (Sub). A zenében ugyan felfedezhető volt a Celtic Frost féle kalandozás és sötétség, de az Apollyon Sun alapvetően egy industrial metal projekt volt. Ezen kívül Fischer befejezte önéletrajzi könyvét is, a Are You Morbid? címűt.
2001 végén Fischer és Martin Erol Unala gitáros és Franco Sesa dobos társaságában újjáalakította a zenekart. A cél egy nagyon sötét és nehéz album elkészítése volt. A projekt a tervezettnél jóval tovább eltartott, de Fischer és Martin szerint a valaha rögzített legsötétebb aurájú Celtic Frost album született meg. A lemez producere maga a zenekar és Peter Tägtgren volt. A visszatérő albumot végül Monotheist címmel 2006. május 30-án adta ki a Century Media. Május 29-én kezdődött meg pályafutásuk leghosszabb turnéja a "Monotheist Tour". Felléptek fesztiválok főbandáiként Európa-szerte (pl Wacken Open Air-on 50 000 ember előtt), továbbá az Egyesült Államokban és Kanadában, és első ízben Japánban 2007 januárjában. 2007-ben újra az Egyesült Államokban turnéztak, különleges vendégük a Type O Negative volt. Ezt további fesztiválfellépések követték 2007 közepén. A koncerteken V Santura a Dark Fortress tagja volt a kisegítő másodgitáros. A turné befejeztével nekiláttak a következő album munkálatainak és gyakran kijelentették, hogy a közeljövőben meg fog jelenni.

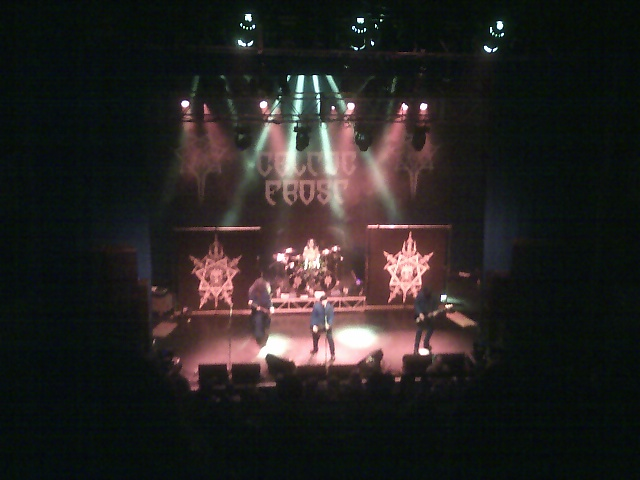
Celtic Frost 2006-ban.

Martin Eric Ain elviselhetetlen egoizmusa azonban lehetetlenné tette az album befejezését, Fischer pedig 2008 áprilisában a zenekar honlapján tudatta a rajongókkal, hogy kilépett a zenekarból. Martin bejelentette, hogy Fischer nélkül nem folytatja tovább a zenekart, így a Celtic Frost ismét feloszlott. Fischer V Santura gitáros, Vanja Slajh basszusgitáros, és az eredeti Celtic Frost dobos Reed St. Mark(őt rövidesen felváltotta Norman Lonhard) társaságában megalapította a Triptykont. Ezzel a zenekarral kiadott egy albumot 2010 márciusában, melynek stílusa a Monotheist című Frost album irányvonalát viszi tovább.

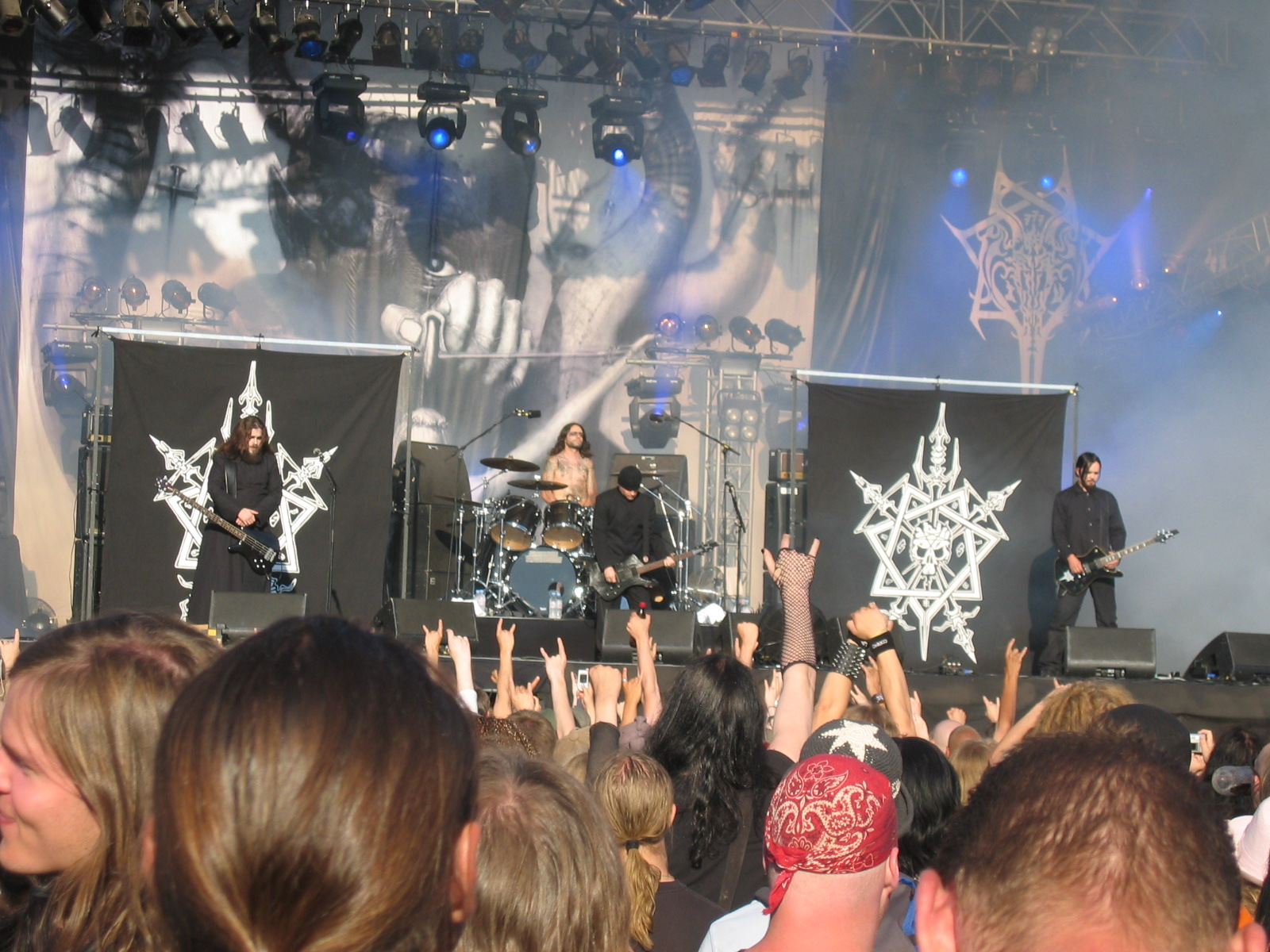
Celtic Frost 2006-ban a Tuska Open Air Metal Festival-on.

## Stílus
A Celtic Frost zenéjének a stílusmeghatározása egész karrierjük alatt viták tárgyát képezte. A médiában régen is és mai is változó és különböző metal műfajokkal vannak ellátva. Korai kiadványaikat többnyire a thrash metal, a black metal, és a death metal jellemezte, kísérletezős avantgard megoldásokkal. Későbbi munkáikra általában a doom metal és a gothic metal. műfajokat szokás emlegetni. Ugyanakkor a Cold Lake albumukkal a glam metal. irányába tettek kísérletet. A To Mega Therion és az Into the Pandemonium albumokra az újságírók többsége előszeretettel alkalmazza az avantgard metal stílusmeghatározást.

## Hatása
A Celtic Frost a black, death, thrash zenekarok döntő többségére befolyással volt. Hatásuk ezenkívül más stílus képviselőin is érezhető, például a Therion a To Mega Therion album hatására vette fel a nevét. További zenekarok melyek fontos hatásukként jelölik meg a Celtic Frostot: Melvins, Opeth, Sigh, Sunn O))), Between the Buried and Me, Opera IX, Evoken, Nile, Amorphis, Stormtroopers of Death, Paradise Lost, Anathema, Nirvana, HIM, Dimmu Borgir, The Gathering, Akercocke, Sarcófago, Sepultura, Samael,  Tiamat, Black Crucifixion, Emperor, Cradle of Filth, Mayhem, My Dying Bride, Darkthrone, Satyricon, High on Fire, Nokturnal Mortum, Obituary, Gorgoroth, Mortician, 1349, Las Cruces, Gallhammer és még sokan mások. Dave Grohl (ex-Nirvana, Foo Fighters) több alkalommal is nyilatkozta, hogy a Celtic Frost nagy hatást tett rá. 2004-ben felkérte Tom Gabriel Fischer-t, hogy szerepeljen Probot projektjének albumán, melyen a kedvenc zenészeivel dolgozott együtt. Tom-mal a Big Sky című dalt vette fel.

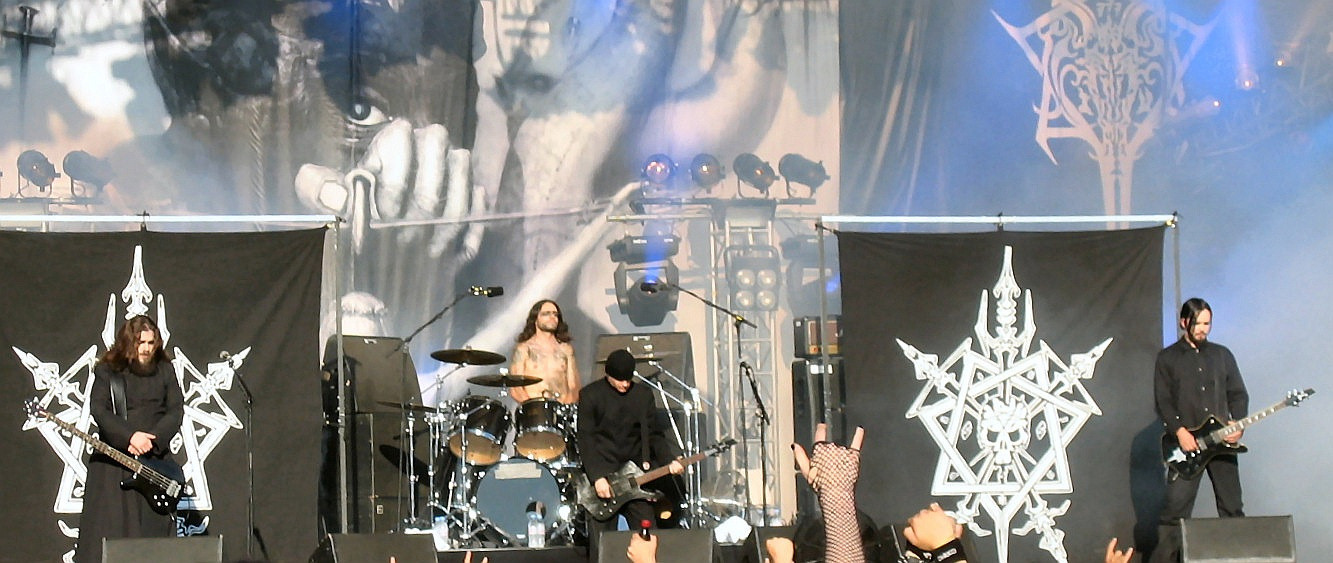
Celtic Frost 2006-ban a Tuska Open Air Metal Festival-on.

## Tagok

### Utolsó felállás tagjai(2008)
- Tom Gabriel Fischer – ének, gitár, programozás (1984–1993, 2001-2008)
- Martin Eric Ain – basszusgitár, ének (1984-1987, 1990-1993, 2001–2008)
- Franco Sesa – dob, ütőhangszerek (2002–2008)
- V Santura – gitár (csak élőben, 2007–2008)

### Korábbi tagok
- Isaac Darso – dob (1984)
- Dominic Steiner – basszusgitár(1985)
- Ron Marks – gitár (1987)
- Oliver Amberg – gitár (1988–1989)
- Stephen Priestly – dob, ütőhangszerek (1984, 1988–1992)
- Reed St. Mark – dob, ütőhangszerek (1985–1988, 1992–1993)
- Curt Victor Bryant – basszusgitár (1988–1990), gitár (1990-1993)
- Erol Unala – gitár (2001–2006)
- Anders Odden – gitár (csak élőben, 2006–2007)

## Diszkográfia

### Stúdióalbumok
- Morbid Tales (1984)
- To Mega Therion (1985)
- Into the Pandemonium (1987)
- Cold Lake (1988)
- Vanity/Nemesis (1990)
- Monotheist (2006)

### EP-k
- Emperor's Return (1985)
- Tragic Serenades (1986)
- Wine in My Hand (Third from the Sun) (1990)

### Kislemezek
- The Collector's (1987)
- I Won't Dance (1987)
- Cherry Orchards (1988)

### Válogatások
- Parched With Thirst Am I and Dying (1992)

### Videók
- Live At Hammersmith Odeon (1989, VHS)

### Zenei videók
- Circle Of The Tyrants (1986)
- Cherry Orchards (1988)
- Wine In My Hand (Third From The Sun) (1989)
- A Dying God Coming Into Human Flesh (2006)